# 科弗特鎮區 (密歇根州)
科弗特鎮區（英語：Covert Township）是位於美國密歇根州范布倫縣的一個行政鎮區。

## 地方資料
科弗特鎮區的面積為90.60平方千米，當中陸地面積為90.60平方千米，而水域面積為0.00平方千米。根據2020年美國人口普查的數據，當地共有人口2510人，而人口密度為每平方千米27.7人。